# 薩拉市鎮 (拉脫維亞)
薩拉市鎮，曾是拉脫維亞的一個市鎮，設立於2009年，位於該國東南部。人口4415人，面積318.1平方公里，人口密度約14人/km2。
2021年7月1日，薩拉市鎮、葉卡布皮爾斯市及其它市镇合并为新的葉卡布皮爾斯市鎮。

## 外部連結
- 葉卡布皮爾斯市鎮官方網站 （页面存档备份，存于） （拉脱维亚文） （英文）

56°30′15″N 25°45′44″E / 56.5042°N 25.7622°E